# National Football League 1972
La stagione NFL 1972 fu la 53ª stagione sportiva della National Football League, la massima lega professionistica statunitense di football americano. La finale del campionato, il Super Bowl VII, si disputò il 14 gennaio 1973 al Coliseum di Los Angeles, in California e si concluse con la vittoria dei Miami Dolphins sui Washington Redskins per 14 a 7. La stagione iniziò il 17 settembre 1972 e si concluse con il Pro Bowl 1973 che si tenne il 21 gennaio al Texas Stadium di Irving.
In questa stagione venne introdotto il nuovo sistema di calcolo delle percentuali di vittorie nella stagione regolare che prevede di conteggiare i pareggi come "mezze vittorie", mentre in precedenza gli incontri finiti in parità venivano esclusi dal conteggio.
La stagione vide i Miami Dolphins diventare la prima squadra a concludere una stagione perfetta, vincendo tutte le partite disputate tra stagione regolare e play-off.

## Modifiche alle regole
- Venne stabilito di posizionare le hashmarks più vicine al centro del campo e precisamente a 23 iarde, 1 piede e 9 pollici (21,6 metri) dalle linee laterali. La distanza tra le hashmarks diminuì quindi a 18 piedi e 6 pollici (5,64 metri) la stessa che c'è tra i pali della porta.
- Venne stabilito che se un ricevitore esce dal campo accidentalmente o per intervento di un avversario e poi rientra toccando la palla, la penalità assegnata sia della sola perdita del down.
- Venne stabilito che se un punt o un field goal sbagliato la palla entra nella end zone della squadra ricevente, i giocatori di quest'ultima la possano ritornare rimettendola in gioco.
- Venne stabilito che per tutti i falli commessi da giocatori dell'attacco dietro la linea di scrimmage, la penalità in iarde venga comminata a partire dal punto dello snap.
- Venne stabilito di calcolare la percentuale di vittorie ai fini della classifica secondo la formula {\displaystyle (vittorie+pareggi/2)/(vittorie+sconfitte+pareggi)}. Fino alla stagione precedente la formula era {\displaystyle vittorie/(vittorie+sconfitte)}, quindi i pareggi venivano ignorati.

## Stagione regolare
La stagione regolare si svolse in 14 giornate, iniziò il 17 settembre e terminò il 17 dicembre 1972.

### Risultati della stagione regolare
- V = Vittorie, S = Sconfitte, P = Pareggi, PCT = Percentuale di vittorie, PF = Punti Fatti, PS = Punti Subiti
- La qualificazione ai play-off è indicata in verde

| AFC East             |    |    |   |      |     |     |
| Squadra              | V  | S  | P | PCT  | PF  | PS  |
| (*) Miami Dolphins   | 14 | 0  | 0 | 1000 | 385 | 171 |
| New York Jets        | 7  | 7  | 0 | 500  | 367 | 324 |
| Baltimore Colts      | 5  | 9  | 0 | 357  | 235 | 252 |
| Buffalo Bills        | 4  | 9  | 1 | 321  | 257 | 377 |
| New England Patriots | 3  | 11 | 0 | 214  | 192 | 446 |

| NFC East                |    |    |   |     |     |     |
| Squadra                 | V  | S  | P | PCT | PF  | PS  |
| (*) Washington Redskins | 11 | 3  | 0 | 786 | 336 | 218 |
| (*) Dallas Cowboys      | 10 | 4  | 0 | 714 | 319 | 240 |
| New York Giants         | 8  | 6  | 0 | 571 | 331 | 247 |
| Saint Louis Cardinals   | 4  | 9  | 1 | 321 | 193 | 303 |
| Philadelphia Eagles     | 2  | 11 | 1 | 179 | 145 | 352 |

| AFC Central             |    |    |   |     |     |     |
| Squadra                 | V  | S  | P | PCT | PF  | PS  |
| (*) Pittsburgh Steelers | 11 | 3  | 0 | 786 | 343 | 175 |
| (*) Cleveland Browns    | 10 | 4  | 0 | 714 | 268 | 249 |
| Cincinnati Bengals      | 8  | 6  | 0 | 571 | 299 | 229 |
| Houston Oilers          | 1  | 13 | 0 | 71  | 164 | 380 |

| NFC Central           |    |   |   |     |     |     |
| Squadra               | V  | S | P | PCT | PF  | PS  |
| (*) Green Bay Packers | 10 | 4 | 0 | 714 | 304 | 226 |
| Detroit Lions         | 8  | 5 | 1 | 607 | 339 | 290 |
| Minnesota Vikings     | 7  | 7 | 0 | 500 | 301 | 252 |
| Chicago Bears         | 4  | 9 | 1 | 321 | 225 | 275 |

| AFC West            |    |   |   |     |     |     |
| Squadra             | V  | S | P | PCT | PF  | PS  |
| (*) Oakland Raiders | 10 | 3 | 1 | 750 | 365 | 248 |
| Kansas City Chiefs  | 8  | 6 | 0 | 571 | 287 | 254 |
| Denver Broncos      | 5  | 9 | 0 | 357 | 325 | 350 |
| San Diego Chargers  | 4  | 9 | 1 | 321 | 264 | 344 |

| NFC West                |   |    |   |     |     |     |
| Squadra                 | V | S  | P | PCT | PF  | PS  |
| (*) San Francisco 49ers | 8 | 5  | 1 | 607 | 353 | 249 |
| Atlanta Falcons         | 7 | 7  | 0 | 500 | 269 | 274 |
| Los Angeles Rams        | 6 | 7  | 1 | 464 | 291 | 286 |
| New Orleans Saints      | 2 | 11 | 1 | 179 | 215 | 361 |

## Play-off
I play-off iniziarono con i Divisional Playoff il 23 e 24 dicembre 1972, i Conference Championship Game si giocarono il 31 dicembre. Il Super Bowl VII si giocò il 14 gennaio 1973 al Los Angeles Coliseum.

### Incontri
|  | Divisional Play-off | Divisional Play-off | Divisional Play-off |            |        | Conference Championship | Conference Championship | Conference Championship |  |  | Super Bowl VII | Super Bowl VII | Super Bowl VII |  |
|  |                     |                     |                     |            |        |                         |                         |                         |  |  |                |                |                |  |
|  | Cleveland           | Cleveland           | 14                  |            |        |                         |                         |                         |  |  |                |                |                |  |
|  | Cleveland           | Cleveland           | 14                  |            |        |                         |                         |                         |  |  |                |                |                |  |
|  | Miami               | Miami               | 20                  |            |        |                         |                         |                         |  |  |                |                |                |  |
|  | Miami               | Miami               | 20                  |            | Miami  | Miami                   | 21                      |                         |  |  |                |                |                |  |
|  |                     |                     |                     |            | Miami  | Miami                   | 21                      |                         |  |  |                |                |                |  |
|  |                     |                     | Pittsburgh          | Pittsburgh | 17     |                         |                         |                         |  |  |                |                |                |  |
|  | Oakland             | Oakland             | Pittsburgh          | Pittsburgh | 17     | 7                       |                         |                         |  |  |                |                |                |  |
|  | Oakland             | Oakland             |                     |            |        |                         |                         |                         |  |  |                |                |                |  |
|  | Pittsburgh          | Pittsburgh          | 13                  |            |        |                         |                         |                         |  |  |                |                |                |  |
|  | Pittsburgh          | Pittsburgh          | 13                  |            | Miami  | Miami                   | 14                      |                         |  |  |                |                |                |  |
|  |                     |                     |                     |            |        |                         |                         |                         |  |  |                |                |                |  |
|  |                     |                     | Washington          | Washington | 7      |                         |                         |                         |  |  |                |                |                |  |
|  | Dallas              | Dallas              | Washington          | Washington | 7      | 30                      |                         |                         |  |  |                |                |                |  |
|  | Dallas              | Dallas              |                     |            |        |                         |                         |                         |  |  |                |                |                |  |
|  | San Francisco       | San Francisco       | 28                  |            |        |                         |                         |                         |  |  |                |                |                |  |
|  | San Francisco       | San Francisco       | 28                  |            | Dallas | Dallas                  | 3                       |                         |  |  |                |                |                |  |
|  |                     |                     |                     |            | Dallas | Dallas                  | 3                       |                         |  |  |                |                |                |  |
|  |                     |                     | Washington          | Washington | 26     |                         |                         |                         |  |  |                |                |                |  |
|  | Green Bay           | Green Bay           | Washington          | Washington | 26     | 3                       |                         |                         |  |  |                |                |                |  |
|  | Green Bay           | Green Bay           |                     |            |        |                         |                         |                         |  |  |                |                |                |  |
|  | Washington          | Washington          | 16                  |            |        |                         |                         |                         |  |  |                |                |                |  |

Nota: Gli accoppiamenti nei Divisional playoff venivano stabiliti mediante criteri di rotazione.

### Vincitore
| Vincitori del Super Bowl VII Miami Dolphins 1º titolo |

## Premi individuali
| MVP della NFL                 | Larry Brown, Running Back, Washington    |
| Allenatore dell'anno          | Don Shula, Miami                         |
| Giocatore offensivo dell'anno | Larry Brown, Running Back, Washington    |
| Difensore dell'anno           | Joe Greene, Defensive tackle, Pittsburgh |
| Rookie offensivo dell'anno    | Franco Harris, Running Back, Pittsburgh  |
| Rookie difensivo dell'anno    | Willie Buchanon, Cornerback, Green Bay   |